# 음력 12월 24일
음력 12월 24일은 음력 12월의 24번째 날이다.

## 사건
- 1999년 - 민주노동당 창당.

## 탄생
- 1977 - 대한민국의 배우 김성진.
- 1971년 - 대한민국의 개그맨 윤정수.
- 1992년
  - 대한민국의 가수 성진 (DAY6).
  - 대한민국의 배우 노종현.

## 사망
- 1494년 - 조선 9대 임금 성종.

## 같이 보기
- 음력 360일: 1월 2월 3월 4월 5월 6월 7월 8월 9월 10월 11월 12월
- 전날:12월 23일 다음날:12월 25일 - 전달:11월 24일 다음달:1월 24일
- 양력:12월 24일
- 음력, 윤달